# Abu Dhabi Metro
Die Abu Dhabi Metro ist ein für Abu Dhabi, der Hauptstadt der Vereinigten Arabischen Emirate, geplantes U-Bahn-System, das vorläufig nicht verwirklicht wird.

## Bauvorhaben und Planungen

### Surface Transport Master Plan
Das für das Emirat Abu Dhabi planerisch zuständige Department of Transport (DoT) stellte im März 2009 im Rahmen des Surface Transport Master Plan (STMP) den Ausbau des schienengebundenen öffentlichen Nahverkehrs in der Hauptstadt bis 2030 vor. Die Stadt wollte im Hinblick auf den weiter wachsenden Verkehr und zur Vermeidung einer zu großen Umweltbelastung eine Metro bauen, die in der Innenstadt mit einigen kürzeren Straßenbahnlinien, einer Einschienenbahn und Buslinien als leistungsfähige Zubringer ergänzt werden sollte.  Das Streckennetz der Metro Abu Dhabi sollte im Endausbau eine Länge von 131 km haben und alle wichtigen Vororte wie Saadiyat, Yas Island, Masdar City, Al Raha Beach und den Flughafen mit der Innenstadt verbinden. Die erste Strecke wäre 42,5 km lang gewesen und wäre 2015 in Betrieb gegangen.
Die Detailplanung der Streckenführung wurde internationalen Ingenieurbüros überlassen, die auch Vorschläge bezüglich unterirdischer, auf Straßenniveau liegender oder auf Hochbahn- oder Einschienenbahngleisen liegender Streckenführung zu unterbreiten hatten. Es beteiligten sich daran Aecom, Parsons Brinckerhoff und DB International, die in einem Konsortium zusammenarbeiteten.
Im Oktober 2009 gab das DoT bekannt, dass sie nach den eingegangenen Konzepten eine Machbarkeitsstudie in Auftrag gegeben hätten.
Die erste Phase der Abu Dhabi Metro hätte die Hauptinsel mit einer überwiegend unterirdisch verlaufenden Strecke mit den wichtigsten Nebeninseln verbunden. Die Pläne zeigten vier Linien im Kernbereich mit einer Streckenlänge von etwa 60 Kilometern, davon eine Metrolinie (M1), welche die Hauptinsel von West nach Ost durchquert, zwei Stadtbahnlinien (L1 und L2), welche die großen Außeninseln anbinden und eine Bus-Rapid-Transit-Linie L3, die als Ringlinie im Bereich der westlichen Innenstadt verkehren sollte.
Es konnte davon ausgegangen werden, dass sich auch Abu Dhabi für ein fahrerlos gesteuertes Metrosystem entscheiden würde, da sich abzeichnet, dass sich dieses im benachbarten Dubai bewähren würde. Das Projekt machte aber nur langsam Fortschritt aufgrund wirtschaftlicher Probleme, verursacht durch den tiefen Ölpreis und durch die von den politischen Aufständen des Arabischen Frühlings verursachte Verunsicherung.

### Projekt von 2012
Im März 2012 wurde von Abu Dhabis Exekutivrat die Finanzierung für eine erste Bauphase eines reduzierten Projektes bewilligt. Es waren noch 70 km Metro vorgesehen. Als Erstes sollte zwischen Zayed-Sports-City im Süden der Insel-Abu-Dhabi und Mina Port im Norden der Insel ein 18 km langer Abschnitt der Metro gebaut werden, der 17 Stationen bedient hätte. Eine 15 km lange blaue Straßenbahnlinie hätte Marina Mall mit der Ar-Rim-Insel verbunden, eine 13 km lange grüne Straßenbahnlinie hätte den zentralen Busbahnhof mit der Saadiyat-Insel verbunden. Die Straßenbahnhaltestellen hätten klimatisierte Unterstände erhalten, in den Wagen der Straßenbahn und der U-Bahn waren Familien- und 1. Klass-Abteile vorgesehen.
Das Projekt sollte auf drei Verträge aufgeteilt werden: ein Vertrag für die Planung und den Bau der oberirdischen Bauwerke, einer für die Planung und den Bau der Tunnel, sowie ein Dritter für die Bahntechnik, das Rollmaterial, sowie den Betrieb und Unterhalt der Strecke. Die Kosten des Gesamtprojektes wurden auf sieben Milliarden VAE-Dirham, etwa 1,8 Mia. Euro, geschätzt. Die Großkonzerne Bechtel, Samsung und Siemens bereiteten sich auf die Ausschreibung der Aufträge vor, die in den Jahren 2016 bis 2017 fertiggestellt werden sollten.
Nachdem der Ölpreis sich 2016 wieder erholt hatte und in Vorbereitung für die Expo 2020 angelaufen waren, wurde erneut auf eine Ausschreibung gehofft, die aber nicht zustande kam. Abu Dhabi schien im Schienenverkehr die Prioritäten auf das Etihad-Rail-Projekt zu setzen, das aber auch wegen Finanzmangels verlangsamt werden musste. Nachdem die 2009 eröffnete Metro Dubai von der Bevölkerung eher zögerlich angenommen wurde, fürchtete man sich immer mehr von der Investition in ein Großprojekt ohne direkten Nutzen. Mit der Einführung von Straßenmaut 2019 wurde festgehalten, dass die für Abu Dhabi geplanten Metro- und Straßenbahnsysteme eine Option für die Zukunft bleiben würden.

## Liniennetz
| Linie | Linienname | Strecke                        | Status  | Länge | Stationen |
| ----- | ---------- | ------------------------------ | ------- | ----- | --------- |
| M1    | Linie M1   | Zayed Sports City ↔ Mina Zayed | geplant | 18 km | 17        |

| Linie | Linienname        | Strecke                            | Status  | Länge | Stationen |
| ----- | ----------------- | ---------------------------------- | ------- | ----- | --------- |
| L1    | Lightrail L1      | Marina Mall ↔ Ar-Rim-Insel         | geplant | 15 km |           |
| L2    | Lightrail L2      | Eid Prayer Ground ↔ Insel Saadiyat | geplant | 13 km |           |
|       | Bus Rapid Transit | Ringlinie über Insel Maryah        | geplant |       |           |